# Cuyotenango
Cuyotenango (del náhuatl, significa «Muralla del coyote») es un municipio del departamento de Suchitepéquez de la región sur-occidente de la República de Guatemala.
Después de la Independencia de Centroamérica en 1821, Cuyotenango fue uno de los municipios originales del Estado de Guatemala en 1825; era parte del departamento de Sololá/Suchitepéquez, cuya cabecera era Sololá.  Cuyotenango fue designado como sede del circuito homónimo en el distrito N.º11 (Suchitepéquez) para la impartición de justicia por el entonces novedoso sistema de juicios de jurados.
En 1838 pasó al Estado de Los Altos, el cual fue aprobado por el Congreso de la República Federal de Centro América en ese mismo año. En el nuevo estado hubo constantes revueltas campesinas y tensión con Guatemala, hasta que las hostilidades estallaron en 1840, y el general conservador mestizo Rafael Carrera recuperó la región para Guatemala.

## Toponimia
Muchos de los nombres de los municipios y poblados de Guatemala constan de dos partes: el nombre del santo católico que se venera el día en que fueron fundados y una descripción con raíz náhuatl; esto se debe a que las tropas que invadieron la región en la década de 1520 al mando de Pedro de Alvarado estaban compuestas por soldados españoles y por indígenas tlaxcaltecas y cholultecas.  En algunos casos solamente se conserva el nombre en náhuatl, como en el caso del topónimo «Cuyotenango», el cual proviene de las raíces náhuatl «Coyotl», «tenan» y «co» que quieren decir «Muralla del coyote».[cita requerida]

## Demografía
El municipio tenía una población aproximada de 50 860 habitantes según el censo de población del año 2002 con una densidad de 214 personas por kilómetro cuadrado antes de la segregación de San José La Máquina el 12 de febrero de 2014. El municipio tiene una población superior de personas de raza ladina con un porcentaje del 66% y el 34% es de gente indígena, en su mayoría kaqchikel y tz'utujil.

## División política
El municipio se divide en varios centros poblados. Cuenta con un total de cuatro aldeas que son: Chacalté, Aparicio, Chacalté Sís y Guachipilín.[cita requerida]

## Geografía física
El municipio de Cuyotenango es el segundo municipio más grande del departamento de Suchitepéquez ya que tiene una extensión territorial de 238 km² siendo superado únicamente por Santo Domingo Suchitepéquez por solo 4 km².

### Clima
La cabecera municipal de Cuyotenango tiene clima cálido y tropical; (Clasificación de Köppen: Am).
| Parámetros climáticos promedio de Cuyotenango | Parámetros climáticos promedio de Cuyotenango | Parámetros climáticos promedio de Cuyotenango | Parámetros climáticos promedio de Cuyotenango | Parámetros climáticos promedio de Cuyotenango | Parámetros climáticos promedio de Cuyotenango | Parámetros climáticos promedio de Cuyotenango | Parámetros climáticos promedio de Cuyotenango | Parámetros climáticos promedio de Cuyotenango | Parámetros climáticos promedio de Cuyotenango | Parámetros climáticos promedio de Cuyotenango | Parámetros climáticos promedio de Cuyotenango | Parámetros climáticos promedio de Cuyotenango | Parámetros climáticos promedio de Cuyotenango |
| Mes                                           | Ene.                                          | Feb.                                          | Mar.                                          | Abr.                                          | May.                                          | Jun.                                          | Jul.                                          | Ago.                                          | Sep.                                          | Oct.                                          | Nov.                                          | Dic.                                          | Anual                                         |
| --------------------------------------------- | --------------------------------------------- | --------------------------------------------- | --------------------------------------------- | --------------------------------------------- | --------------------------------------------- | --------------------------------------------- | --------------------------------------------- | --------------------------------------------- | --------------------------------------------- | --------------------------------------------- | --------------------------------------------- | --------------------------------------------- | --------------------------------------------- |
| Temp. máx. media (°C)                         | 31.6                                          | 32.1                                          | 32.8                                          | 32.4                                          | 31.8                                          | 30.8                                          | 31.1                                          | 31.1                                          | 30.3                                          | 30.2                                          | 30.3                                          | 30.9                                          | 31.3                                          |
| Temp. media (°C)                              | 25.1                                          | 25.6                                          | 26.5                                          | 26.7                                          | 26.7                                          | 26.2                                          | 26.2                                          | 26.2                                          | 25.8                                          | 25.5                                          | 25.2                                          | 24.9                                          | 25.9                                          |
| Temp. mín. media (°C)                         | 18.7                                          | 19.2                                          | 20.3                                          | 21.1                                          | 21.7                                          | 21.6                                          | 21.4                                          | 21.4                                          | 21.3                                          | 20.8                                          | 20.2                                          | 19.0                                          | 20.6                                          |
| Precipitación total (mm)                      | 16                                            | 18                                            | 58                                            | 152                                           | 377                                           | 539                                           | 409                                           | 449                                           | 576                                           | 565                                           | 128                                           | 30                                            | 3317                                          |
| Fuente: Climate-Data.org                      |                                               |                                               |                                               |                                               |                                               |                                               |                                               |                                               |                                               |                                               |                                               |                                               |                                               |

### Ubicación geográfica
Cuyotenango se encuentra localizado en el departamento de Suchitepéquez, a 8 km de la cabecera departamental Mazatenango. Sus colindancias son:
- Noreste: San Francisco Zapotitlán y Mazatenango, municipios del departamento de Suchitepéquez
- Sur: Mazatenango, municipio del departamento de Suchitepéquez
- Este: San José La Máquina, municipio del departamento de Suchitepéquez
- Oeste: San Andrés Villa Seca y Retalhuleu, municipios del departamento de Retalhuleu[10]

|                                         |                  | Nordeste: San Francisco Zapotitlán Mazatenango |
| Oeste: San Andrés Villa Seca Retalhuleu |                  | Este: San José La Máquina                      |
|                                         | Sur: Mazatenango |                                                |

## Gobierno municipal
Los municipios se encuentran regulados en diversas leyes de la República, que establecen su forma de organización, lo relativo a la conformación de sus órganos administrativos y los tributos destinados para los mismos.  Aunque se trata de entidades autónomas, se encuentran sujetos a la legislación nacional y las principales leyes que los rigen desde 1985 son:
| N.º | Ley                                                | Descripción |
| --- | -------------------------------------------------- | --- |
| 1   | Constitución Política de la República de Guatemala | Tiene una regulación legal específica para los municipios en los artículos 253 al 262. |
| 2   | Ley Electoral y de Partidos Políticos              | Ley de carácter constitucional aplicable a los municipios en el tema de la conformación de sus autoridades electas. |
| 3   | Código Municipal                                   | Decreto 12-2002 del Congreso de la República de Guatemala. Tiene la categoría de ley ordinaria y contiene preceptos generales aplicables a todos los municipios, e inclusive contiene legislación referente a la creación de los municipios.             |
| 4   | Ley de Servicio Municipal                          | Decreto 1-87 del Congreso de la República de Guatemala. Regula las relaciones entra la municipalidad y los servidores públicos en materia laboral. Tiene su base constitucional en el artículo 262 de la constitución que ordena la emisión de la misma. |
| 5   | Ley General de Descentralización                   | Decreto 14-2002 del Congreso de la República de Guatemala. Regula el deber constitucional del Estado, y por ende del municipio, de promover y aplicar la descentralización y desconcentración económica y administrativa.                                |

El gobierno de los municipios está a cargo de un Concejo Municipal mientras que el código municipal —ley ordinaria que contiene disposiciones que se aplican a todos los municipios— establece que «el concejo municipal es el órgano colegiado superior de deliberación y de decisión de los asuntos municipales […] y tiene su sede en la circunscripción de la cabecera municipal»; el artículo 33 del mencionado código establece que «[le] corresponde con exclusividad al concejo municipal el ejercicio del gobierno del municipio».
El concejo municipal se integra con el alcalde, los síndicos y concejales, electos directamente por sufragio universal y secreto para un período de cuatro años, pudiendo ser reelectos.
Existen también las Alcaldías Auxiliares, los Comités Comunitarios de Desarrollo (COCODE), el Comité Municipal del Desarrollo (COMUDE), las asociaciones culturales y las comisiones de trabajo. Los alcaldes auxiliares son elegidos por las comunidades de acuerdo a sus principios y tradiciones, y se reúnen con el alcalde municipal el primer domingo de cada mes, mientras que los Comités Comunitarios de Desarrollo y el Comité Municipal de Desarrollo organizan y facilitan la participación de las comunidades priorizando necesidades y problemas.
Los alcaldes que ha habido en el municipio son:
- 2012-2016: Jorge Reyes[12]

## Historia

### Época colonial
En el siglo xvi, específicamente en 1524, hubo una guerra conocida como «Zapotitlán» en donde los guerreros liderados por Pedro de Alvarado lucharon contra los indígenas k'ichés; este combate tuvo lugar en un lugar llamado Zambo o Yzampoj, y fue el primer sitio en donde se estableció el reino de Quiché. Después de unos años, los españoles se establecieron en el área y fundaron Cuyotenango en 1565 con la categoría de curato teniendo como vecinos a los poblados de San Felipe, San Andrés Villa Seca y San Martín Zapotitlán. El poblado fue fundado oficialmente en 1567 por el obispo Bernardino Villalpando.[cita requerida]

### Tras la Independencia de Centroamérica
El Estado de Guatemala fue definido de la siguiente forma por la Asamblea Constituyente de dicho estado que emitió la constitución del mismo el 11 de octubre de 1825: «el estado conservará la denominación de Estado de Guatemala y lo forman los pueblos de Guatemala, reunidos en un solo cuerpo.  El estado de Guatemala es soberano, independiente y libre en su gobierno y administración interior.»
Cuyotenango fue uno de los municipios originales del Estado de Guatemala en 1825; era parte del departamento de Sololá/Suchitepéquez, cuya cabecera era Sololá e incluía a Joyabaj, Quiché, Atitlán, Suchitepéquez, además de Cuyotenango.  Por otra parte, Cuyotenango fue designado como sede del circuito homónimo en el distrito N.º11 (Suchitepéquez) para la impartición de justicia por el entonces novedoso sistema de juicios de jurados; el circuito de Cuyotenango incluía a San Andrés Villa Seca, San Martín y San Felipe.

### El efímero Estado de Los Altos

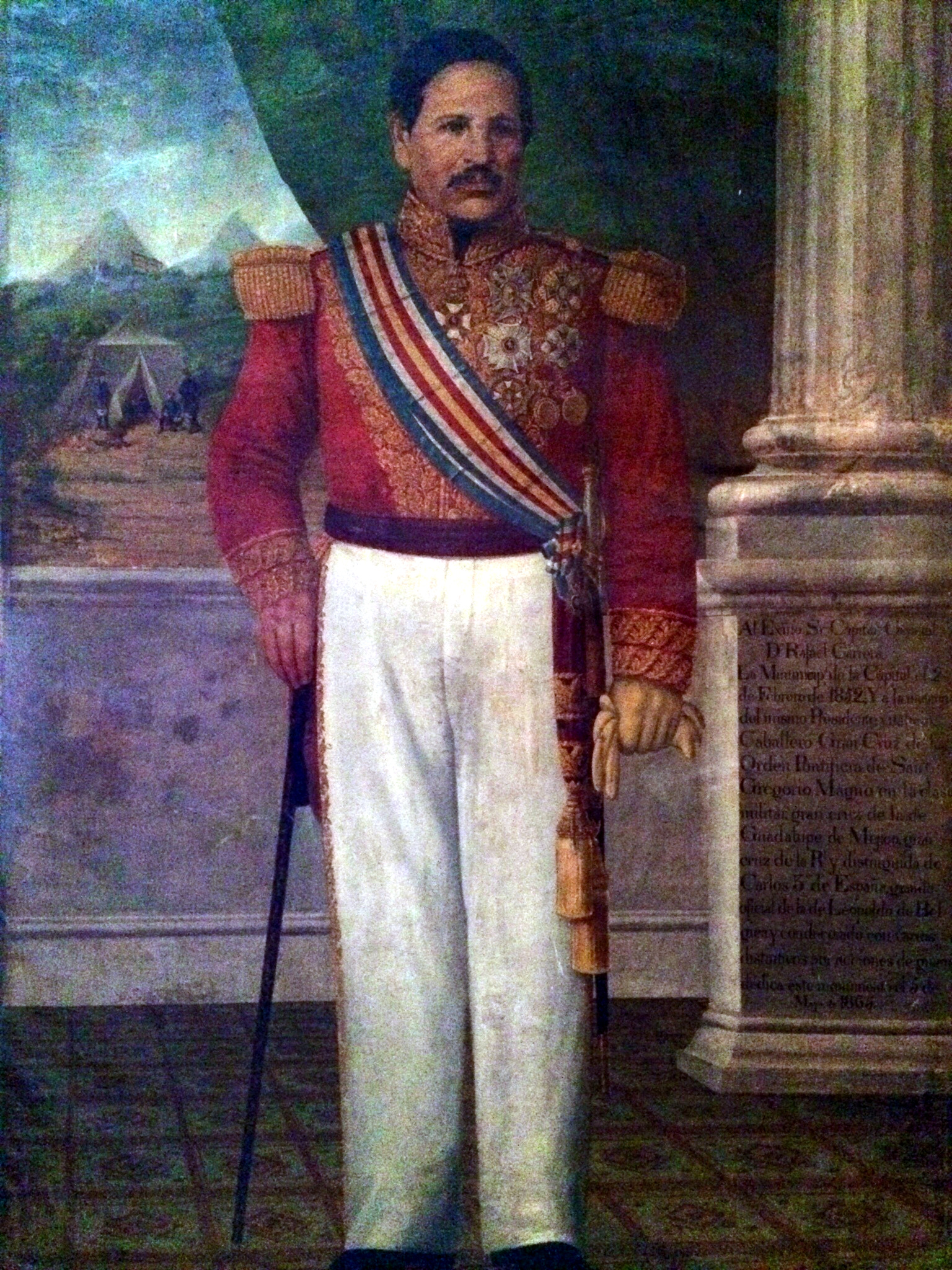
Retrato oficial del capitán general Rafael Carrera con la banda presidencial con los colores de la bandera de Guatemala instituida en 1858. En 1840 retomó por la fuerza el Estado de los Altos al que pertenecía Cuyotenango y derrotó al presidente de la República Federal de Centro América, el general hondureño Francisco Morazán.

A partir del 3 de abril de 1838, Cuyotenango fue parte de la región que formó el efímero Estado de Los Altos y que forzó a que el Estado de Guatemala se reorganizara en siete departamentos y dos distritos independientes el 12 de septiembre de 1839: 
- Departamentos: Chimaltenango, Chiquimula, Escuintla, Guatemala, Mita, Sacatepéquez, y Verapaz
- Distritos: Izabal y Petén[4]

La región occidental de la actual Guatemala había mostrado intenciones de obtener mayor autonomía con respecto a las autoridades de la ciudad de Guatemala desde la época colonial, pues los criollos de la localidad consideraban que los criollos capitalinos que tenían el monopolio comercial con España no les daban un trato justo.  Pero este intento de secesión fue aplastado por el general Rafael Carrera, quien reintegró al Estado de Los Altos al Estado de Guatemala en 1840 y luego venció contundentemente al presidente de la República Federal de Centro América, el general liberal hondureño Francisco Morazán en la Ciudad de Guatemala unos cuantos meses después.